# Vlado Perlemuter
Vlado Perlemuter   (Kaunas, 26 de maig de 1904 - Neuilly-sur-Seine, 4 de setembre de 2002) va ser un pianista i professor francès d'origen lituà.

## Biografia
Vladislas (Vlado) Perlemuter va néixer en una família jueva polonesa, era el tercer dels quatre fills, a Kovno, Rússia (actual Kaunas a Lituània). Als tres anys va perdre la visió de l'ull esquerre en un accident.
La seva família es va establir a França el 1907. El 1915, amb només deu anys, va ser acceptat pel Conservatori de París, estudiant primer amb Moritz Moszkowski (1915-1717) i després amb Alfred Cortot. Als 15 anys es va graduar al Conservatori, on va guanyar el Primer Premi interpretant la Thème et variations de Gabriel Fauré davant el compositor, tot i que Fauré ja era sord en aquell moment. Perlemuter va conèixer Fauré bastant bé, vivint molt a prop seu a principis dels anys vint. Perlemuter interpretava de Fauré diversos Nocturnes, Ballades i les Variacions i sovint jugaven a escacs a la tarda. Hi ha una foto de broma existent d'una festa de noces amb Perlemuter vestit de moliner, i Fauré com a alcalde.
El 1925, Perlemuter va escoltar per primera vegada Jeux d'eau de Maurice Ravel i va decidir estudiar tota la música del compositor. El 1927, un amic de Perlemuter va suggerir que envies a Ravel una carta per demanar interpretar les seves obres, ja que Ravel ja era molt popular. Ravel va estar d'acord i Perlemuter va estudiar totes les obres en solitari de Ravel per a piano amb el mateix compositor durant un període de sis mesos a la seva casa de Montfort-l'Amaury. Tot i que Ravel era molt crític i sovint podia ser molt dur amb Perlemuter, es va convertir en un dels principals exponents de la música de Ravel. En 1929, Perlemuter va interpretar totes les obres de piano completes de Ravel en dos recitals públics a la qual va assistir el compositor, gesta que va repetir el 1987 al "Wigmore Hall de Londres" per marcar el 50 aniversari de la mort de Ravel. Tot i que Ravel era molt reservat, degué agradar-li la interpretació de Perlemuter perquè li va demanar que interpretessin Ma mère l'Oye junts.
La fascinació de Perlemuter per les obres de Charles Dickens, William Shakespeare, William Turner i John Constable el va portar a Anglaterra a principis dels anys trenta, i tornava sovint als concerts. Va donar el seu primer recital de "Wigmore Hall" el 1938. Durant la Segona Guerra Mundial, com a jueu va estar en perill a la França ocupada pels nazis, i va ser capturat per la Gestapo, i amb prou feines aconseguint escapar a Suïssa, on va viure fins al 1949. El 1951 es va incorporar al professorat del Conservatori de París, on va romandre fins al 1977. Estudiants de tot el món, com Catherine Thibon, Claudio Herrera i Christian Zacharias es van sentir atrets per la seva fama de pedagog.
El 1958 Perlemuter va ser convidat a la "Dartington Summer School of Music" de Devon, on va tornar moltes vegades. També va ensenyar a la "Yehudi Menuhin School". La seva dicta incloïa que un pianista havia de pedalar no amb el peu sinó amb l'orella; i ha de ser capaç de fer un crescendo sense presses, i un diminuendo sense alentir. El seu art es caracteritza per brillants colors tonals i un cant de legato combinat amb una senzilla facilitat d'interpretació. Els que el van escoltar en directe diuen que la seva interpretació es va caracteritzar per un to encisada ment subtil que les gravacions no aconsegueixen copsar plenament. S'acostava a noves peces per la mà esquerra, llegint la peça del baix cap amunt i sempre feia exercici lent, centrant-se en cada mà per separat.
La seva carrera internacional té una durada de setanta anys. Va enregistrar les obres de piano completes de Ravel, així com les de Chopin, Beethoven, Mendelssohn, Schumann i Fauré per a Nimbus Records, així com una sonata de Mozart completa per a Vox Records. Va tornar a la sala "Wigmore" el 1987 per commemorar el 50è aniversari de la mort de Ravel amb dos recitals que contenien totes les obres de piano del compositor; una gesta que va repetir a l'edat de 89 anys, amb un recital valedictori al Victoria Hall de Ginebra.
Els seus últims anys es van veure compromesos per la pèrdua de memòria i el fracàs de la vista. Va morir a l'Hospital americà de París el 2002 a l'edat de 98 anys.

## Vida privada
Perlemuter es va casar amb Jacqueline Deleveau el 1934; la qual va morir el 1982.

## Alumnes
- Ewa Bukojemska, violinista polonesa
- Michel Dalberto - Pianista i pedagog francès
- Claudio Herrera - pianista mexicà
- Jacques Rouvier - Pianista i pedagog francès
- Konstanze Eickhorst - pianista alemanya
- Guillermo González Hernández - Pianista espanyol
- Jean-François Heisser - pianista francès
- Carter Larsen - pianista / compositor nord-americà
- Avi Schönfeld - pianista / compositor holandès-israelià
- Joaquín Soriano - Pianista espanyol
- Kathryn Stott - pianista britànica
- Melvyn Tan - pianista i intèrpret de fortepiano britànic[2]
- Christian Zacharias - director i pianista alemany
- Roy Howat - pianista i musicòleg escocès

## Escrits
- Ravel Segons Ravel. Londres: Kahn & Averill. 2006. ISBN 978-1-871-08278-4.